# Sexualité libre

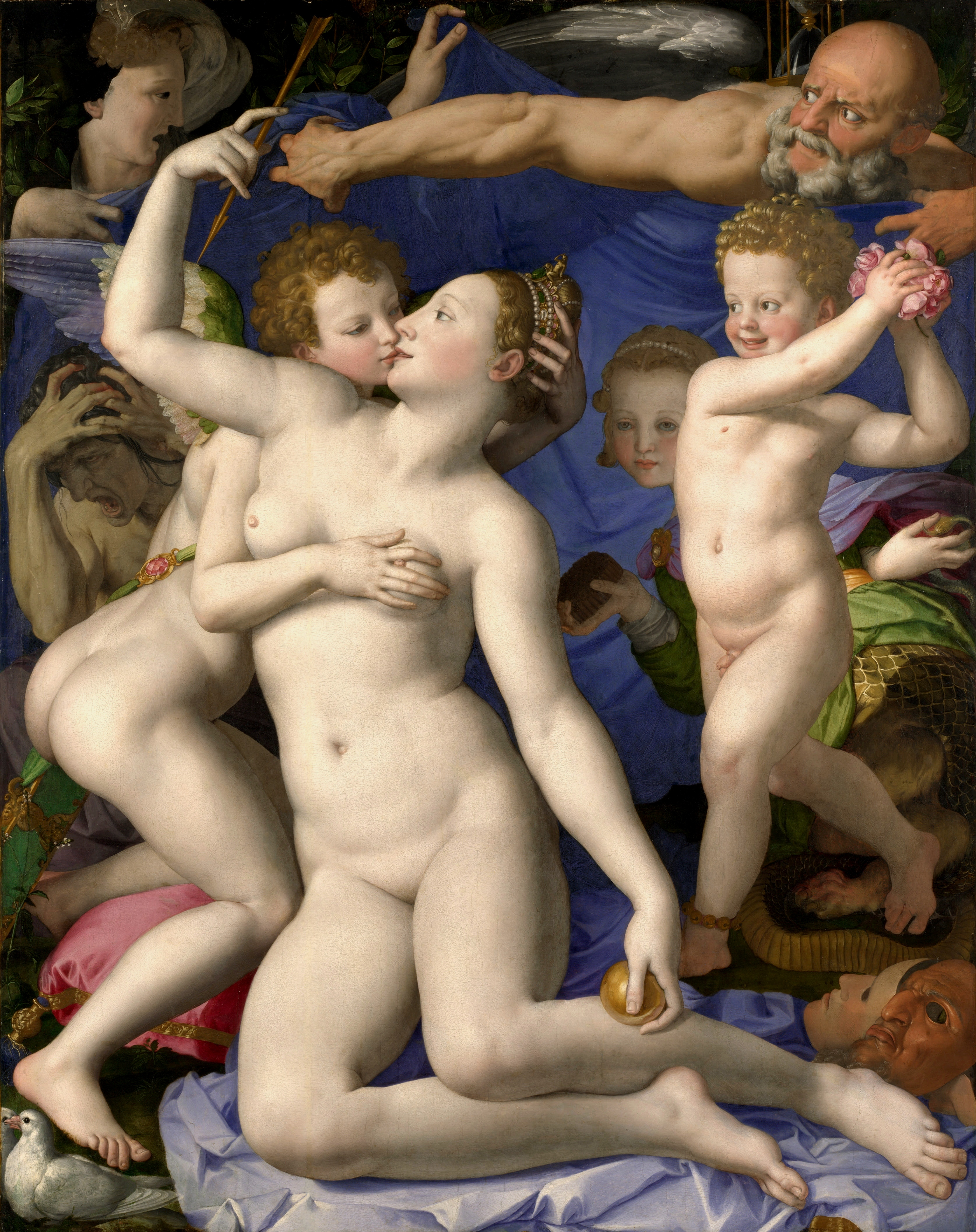
Allégorie du triomphe de Vénus, par le Bronzino.

La sexualité libre recouvre diverses formes d'activité sexuelle en dehors ou en complément d'une relation classique. Le terme n'a pas toujours le même usage : certains l'utilisent pour désigner une sexualité extra-maritale, certains l'utilisent pour désigner le sexe dans une relation décontractée et sans engagement, tandis que d'autres réservent cet usage pour le « coup d'un soir », ou pour désigner la sexualité sans amour. Toutes ces définitions ont en commun le fait de se réaliser en dehors du cadre du mariage ou à la marge d'un dogme religieux, en particulier chrétien, hétérosexuel, monogame et exclusif.

## Influence de la religion sur la sexualité
Certaines religions (notamment les trois principales religions monothéistes) considèrent comme immorale la fornication, c'est-à-dire la pratique de relations sexuelles non reconnues par l'institution maritale.
Le christianisme et en particulier l'Église catholique romaine et les Puritains dans le protestantisme a eu une influence manifeste sur la société occidentale. Cette influence s'est traduite dans la morale et la législation de la civilisation occidentale. Selon certains critiques[réf. nécessaire],
- Le lien entre sexualité et péché[réf. nécessaire], et la condamnation de l'homosexualité, ont conduit à des législations pénales sanctionnant des comportements sexuels jugés amoraux[n 1].
- Les nombreux interdits sexuels bibliques ont pu conduire à des refoulements et une pratique névrosée de la sexualité ou de l'abstinence[1].

L'influence de l'Église catholique a souvent été critiquée pour être à l'origine d'aspects qui ont marqué la morale sexuelle occidentale : l'assimilation de la sexualité au mal et au péché, l'exaltation de la continence sexuelle et la condamnation de l'acte homosexuel. Mais si l'église catholique a accueilli ou accompagné ces attitudes, à des degrés divers[réf. nécessaire], en particulier pendant le raidissement puritain de la société occidentale, qui va du XVIIe siècle à la première moitié du XXe siècle, en culminant au XIXe siècle, elle n'en est en fait pas à l'origine[réf. nécessaire]. Et « il faut se garder se schématiser et de ramener la doctrine chrétienne » des rapports conjugaux à la finalité procréatrice et à l'exclusion des plaisirs. En fait la doctrine sera complexe, sujette à discussion, et elle connaîtra de nombreuses variantes ».

## Histoire en Occident

### Antiquité gréco-romaine
Certains considèrent que l'Antiquité gréco-romaine aurait connu une sexualité libre et déculpabilisée. En fait sur tous ces points le monde antique a connu des interdits moraux divers et variables selon les époques. Au milieu du XXe siècle, le théoricien de la sexualité Michel Foucault voit le sexe à travers le monde gréco-romain comme gouverné par la retenue et par l'art de gérer le plaisir sexuel.

### Influence de la doctrine chrétienne des premiers siècles
Pendant les premiers siècles de son développement, la doctrine chrétienne sur la sexualité subit une triple influence : celle des philosophies stoïcienne puis néoplatonicienne, qui se méfient de l'emprise du désir et du plaisir sur la volonté humaine, et qui entraînent pour part un raidissement moral au sein de l'Empire romain à partir du IIIe siècle.
Le christianisme des premiers siècles marque cependant une forte inflexion par rapport au stoïcisme et au judaïsme dans le sens d'un renoncement à la « chair » (qui peut conduire au péché). Cette tendance qui n'est toutefois pas unanime et reste débattue au sein même du mouvement chrétien. Un fort courant prône l'abstinence sexuelle, inspiré à la fois par le caractère apocalyptique (ou eschatologie) du message chrétien (l'arrivée du royaume de Dieu étant imminente) et le souci de marquer la différence avec les interdits sexuels codifiés du judaïsme, interdits qui sont d'ailleurs souvent surévalués par les commentateurs chrétiens. Cet ascétisme (ou encratisme) marque également la secte juive puritaine des Esséniens et le Manichéisme. Dans le christianisme, ce courant est représenté par les Pères de l'église Tertullien (auteur d'une Exhortation à la chasteté), Tatien, Jérôme, Origène, Grégoire de Nysse, et culmine au IVe siècle avec les pères du désert, précurseurs du monachisme. Ce mouvement conduit des extrémistes à des castrations volontaires (le cas le plus célèbre étant celui d'Origène vers 206, bien que cette castration est mise en doute) qui seront suffisamment nombreuses pour que Hadrien (empereur de 117 à 138) les punisse de mort. Cette survalorisation de la virginité coïncide avec le développement de la mariologie.
Clément d'Alexandrie qui, inspiré par le stoïcisme, associe pourtant déjà la sexualité et le mal[réf. nécessaire], condamne la sexualité homosexuelle, exalte la continence et promeut une sexualité monogame et procréatrice, mais sans dénigrement du corps et du plaisir. C'est également le cas de Jean Chrysostome, défenseur du mariage, de l'amour conjugal et de la famille. D'une façon générale, les évêques sont plus proches de cette position que les théologiens tenants de l'ascétisme.

#### Concile de Naplouse (1120) et répression de la sexualité extra-conjugale
Le concile de Naplouse est une assemblée de religieux et de nobles à Naplouse le 16 janvier 1120 (ou le 23), présidé par le roi Baudouin II de Jérusalem et le Patriarche latin de Jérusalem Gormond de Picquigny. Le concile publie vingt-cinq canons dans le but de restaurer la morale et la discipline pour apaiser la colère divine dans le Royaume de Jérusalem, affligé depuis quatre ans de plusieurs calamités, entre autres par l’invasion de sauterelles, la famine et les défaites militaires.
Les canons 4 à 19 concernent les châtiments à infliger aux délits sexuels et conjugaux : l’adultère (4-6), le proxénétisme (7), la sodomie (8/11), les relations sexuelles entre Francs et Sarrasins (12-15) et la bigamie (17-19). Le canon 5, par exemple, condamne à la castration et à l’expulsion du royaume les hommes coupables d’adultère, et les femmes à la rhinotomie (ablation du nez) ; le canon 8 condamne les sodomites adultes au bûcher.

### Critique sociale (XIXe–XXesiècles)
Mikhaïl Bakounine, anarchiste favorable à la liberté sexuelle (1814-1876) dans Dieu et l'État (1882) s'élève contre le patriarcat et la façon qu'à la loi de « soumettre les femmes à la domination absolue de l'homme ». Il défend l'idée selon laquelle « les hommes et les femmes partagent des droits égaux » afin que les femmes puissent « devenir indépendantes et être libres de déterminer leur propre vie ». Bakounine prévoit « une liberté sexuelle totale pour les femmes » et la fin de la « famille juridique autoritaire »,.
Au début du XXe siècle, c'est sans doute Emma Goldman qui formule la critique la plus radicale. Elle met en évidence la persistance de « l'instinct de propriété du mâle », même parmi les révolutionnaires : « dans son égocentrisme, l'homme ne supportait pas qu'il y eut d'autres divinités que lui », une analyse qu'elle développe dans La Tragédie de l'émancipation féminine publié dans le journal Mother Earth en mars 1906. Elle s'oppose aux conceptions traditionnelles de la famille, de l'éducation et des rapports de genre. Elle s'attaque à l'institution du mariage dont elle dit que « c'est premièrement un arrangement économique... [la femme] le paie avec son nom, sa vie privée, son estime de soi, toute sa vie ».
Dans l'essai de 1907 republié en 1934 Du Mariage, Léon Blum critique le modèle traditionnel comme une convention sociale : « Or, c’est là précisément ce qu’une convention sociale leur interdit comme l’acte le plus répréhensible et le plus lâche, et si cette convention se justifie évidemment dans l’état des mœurs, n’a-t-elle point cependant pour suite nécessaire de rejeter les jeunes gens au plaisir vénal, aux louches contacts, aux habitudes vicieuses, à l’ignoble passivité que ce mode de plaisir comporte ? Sous les peines les plus sévères, vous défendez aux jeunes filles d’arriver au mariage déjà instruites de l’amour, mais du même coup vous leur gâtez leurs futurs maîtres. C’est commettre trop de fautes à la fois ». Pour Blum, en effet, « L'homme et la femme sont d'abord polygames puis, dans l'immense majorité des cas, parvenus à un certain degré de leur développement et de leur âge, on les voit tendre et s'achever vers la monogamie. Les unions précaires et changeantes correspondent au premier état; le mariage est la forme naturelle du second ».

### Révolution sexuelle (années 1960-1970)
La révolution sexuelle recouvre les changements substantiels du comportement et des mœurs sexuels intervenus en Occident à la fin des années 1960 et au début des années 1970. Ce mouvement est essentiellement marqué par l'émancipation sexuelle des femmes, l'affirmation de l'égalité des sexes et la reconnaissance des sexualités non procréatrices et non conjugales.
Les idées de la population au sujet de la sexualité décontractée passent progressivement du point de vue religieux conservateur (chasteté) au point de vue libéral. Durant la révolution sexuelle aux États-Unis et en Europe dans les années 1960 et 1970, les attitudes sociales à propos du sexe changent profondément. Le divorce et l'avortement deviennent plus faciles à obtenir.

## Cadre légal
Certains pays interdisent ce genre de pratique.
Certains pays musulmans comme l'Arabie saoudite, le Pakistan, l'Afghanistan,, l'Iran, le Koweït, Maldives, le Maroc, Oman, la Mauritanie, les Émirats arabes unis,, le Soudan, le Yémen, toute forme d'activité sexuelle hors mariage comme illicite.
La licéité et les législation relatives à l'adultère et à la prostitution varient autour du monde. D'autres lois sont relatives à l'implication de mineurs n'ayant pas l'âge de consentir.
En France, l'âge légal minimum est de quinze ans, mais les enfants restent sous l'autorité parentale jusqu'à la majorité.
En France, pour la femme, cette liberté sexuelle peut s'accompagner de la contraception (exemple pilule contraceptive) et/ou de l'avortement,

## Santé
La notion de comportement sexuel à risque désigne l'ensemble des comportements sexuels induisant une prise de risque pour la santé (individuelle ou publique) ; que la prise de risque soit « délibérée » et « consciente » ou non.
Ce concept fait aussi référence à des notions de « choix » en situation incertaine, de prévention (médecine préventive...) et de responsabilité (individuelles et collectives).